# Prosèlit
Prosèlit(del koiné προσήλυτος), és un terme usat en la Septuaginta amb el significat d'«estranger», un nouvingut al Regne d'Israel, ［1 Cr 22:2］ un «resident del país», ［Ex 12:48］ ［Ex 20:10］ i en el Nou Testament per a un pagà convers al judaisme. És una traducció de la paraula hebrea גר / guer. Prosèlit també té el significat més general en català d'un nou adepte a una religió o doctrina en particular.

## Dos tipus de prosèlit en el judaisme
Es distingeixen dos tipus de prosèlit:
1. Guer tzedek (prosèlit de justícia prosèlit recte, prosèlit de rectitud, prosèlit religiós, prosèlit devot)
2. Guer toixav (prosèlit de la porta, prosèlit resident, prosèlit limitat, mig prosèlit )

Un prosèlit just era un gentil convertit al judaisme que respectava totes les doctrines i preceptes de l'economia jueva, i era considerat un membre ple de la comunitat. Era circumcidat i submergit en el Micvé i participava del sacrifici del Péssah.
Un prosèlit de la porta era un resident estranger que vivia a la Terra d'Israel i seguia algun dels costums. No se'ls exigia la circumcisió ni complir amb la totalitat de la Torà. Només complir les anomenades Set Lleis de Noè.

## Prosèlits en el cristianisme primitiu
Els «prosèlits religiosos» que s'esmenten en escrits del cristianisme primitiu eren prosèlits rectes. Va existir però un debat sobre si els anomenats «temorosos de Déu» (Phobeomenoi) o «devots» (Sebomenoi) - que havien estat batejats però no circumcidats - pertanyien a la categoria recta o de la porta. Existeixen registres d'una disputa sobre aquesta qüestió en el Concili de Jerusalem.